# Maorithyas flemingi
Maorithyas flemingi is een tweekleppigensoort uit de familie van de Thyasiridae. De wetenschappelijke naam van de soort is voor het eerst geldig gepubliceerd in 1955 door Powell.